# 埃米利奥·布尔加雷利
埃米利奥·布尔加雷利（義大利語：Emilio Bulgarelli，1917年2月15日—1993年2月2日），意大利前男子水球运动员。他曾代表意大利参加1948年夏季奥林匹克运动会水球比赛，结果获得一枚金牌。